# Karıca-Wehr
Das Karıca-Wehr befindet sich in der nordtürkischen Provinz Ordu im Pontischen Gebirge am Flusslauf des Melet Çayı.
Das Karıca-Wehr wurde im Jahr 2009 fertiggestellt.
Das Absperrbauwerk besitzt eine Höhe von 35 m über Gründungssohle und 28 m über der Talsohle. Etwa 10 km flussaufwärts befindet sich die Topçam-Talsperre.
Das Darıca-1-Wasserkraftwerk (⊙) liegt auf etwa 340 m Höhe am linken Flussufer des Melet Çayı. Über einen 8,5 km langen Tunnel mit einem Durchmesser von 5,5 m fließt das Flusswasser vom Wehr zum Kraftwerk. Die Anlage verfügt über ein 70 m hohes Wasserschloss.
Das hydraulische Potential beträgt 315 m.
Das Kraftwerk verfügt über zwei vertikal-achsige Francis-Turbinen zu je 56,2 Megawatt von Voith-Siemens. 
Das Regelarbeitsvermögen liegt bei etwa 282 GWh im Jahr.